# Her Nameless Child
Her Nameless Child è un film muto del 1915 diretto da Maurice Elvey.

## Produzione
Il film fu prodotto dalla British & Colonial Kinematograph Company.

## Distribuzione
Distribuito dall'Ideal, uscì nelle sale cinematografiche britanniche nel maggio 1915.